# Raheleh Asemani
Raheleh Asemani (luisterⓘ; Perzisch: راحله آسمانی) (Karaj, 21 juni 1989) is een Belgisch taekwondoka. 

## Levensloop
Asemani werd geboren in Iran en kwam in 2010 als taekwondoka nog uit voor haar geboorteland op de Aziatische Spelen 2010 in de categorie -62 kg. Ze behaalde er de zilveren medaille na verlies in de finale tegen Noh Eun-sil. 
In 2012 miste ze de Olympische Spelen in Londen en verbleef ondertussen in België. Ze werd persona non grata in Iran omdat ze in 2013 tegen een Israëlische kampte. Hierdoor vroeg ze asiel aan in België.  Ze werkte daar bij Bpost. Ze verkreeg de Belgische nationaliteit in april 2016.
Op het EK 2016 in Montreux behaalde ze brons voor België in de klasse tot 57 kg. In de halve finales verloor ze nipt met 5-4 van de Zweedse Nikita Glasnovic. Op het WK 2017 in Muju ging ze out in dezelfde gewichtscategorie in de 2e ronde tegen de Iraanse Mahmoudi Aghdam Parsa met 12-16.

## Palmares

### - 62 kg
- op de  Aziatische Spelen 2010

### -57 kg
- 5e op de Olympische Zomerspelen 2016
- op het EK 2016